# 国際連合安全保障理事会決議131
国際連合安全保障理事会決議131（こくさいれんごうあんぜんほしょうりじかいけつぎ131、英: United Nations Security Council Resolution 131, UNSCR131）は、1958年12月9日に国際連合安全保障理事会で採択された決議。ギニアの加盟についてのものである。

## 概要
同年にセク・トゥーレ大統領のもとでフランスからの完全独立を果たしたギニア共和国の国連加盟申請を検討した後、ギニア共和国の承認を総会に勧告した。決議に際してはフランスが棄権したが、賛成10票で採択された。なお、フランスとはこのあと国交断絶している。